# Залив Субик
Залив Субик је залив на западној обали острва Лузон на Филипинима, око 100 километара северозападно од Манилског залива. Продужетак Јужног кинеског мора, његове обале су раније биле место великог објекта морнарице Сједињених Држава, америчке поморске базе Залив Субик, сада индустријско и комерцијално подручје познато као зона слободне луке Залив Субик под метрополском управом Залива Субик.
Данас су вода, као и градови и установе које окружују залив, заједнички познати као Залив Субик. Ово укључује бившу поморску базу, бродоградилиште Хањин, град Олонгапо, општински град Субик и некадашње америчке одбрамбене стамбене области Биниктикан и Калајан, до Моронга, Батан.
Залив је дуго био познат по својим дубоким и заштићеним водама, али је развој био спор због недостатка равног терена око залива.

## Историја
Године 1542, шпански конквистадор Хуан де Салседо упловио је у залив Субик, али тамо се није развила лука јер је главна шпанска поморска база била успостављена у оближњем заливу Манила. Када су Британци заузели ову базу 1762. године, Шпанци су били приморани да пронађу алтернативну локацију и залив Субик је утврђено да је стратешка и одлична локација у луци. Године 1884, шпански краљ Алфонсо XII је декретом да Субик постане „поморска лука и припадајући имовина издвојена за поморске сврхе“.
У филипинској револуцији шпанску поморску базу у Субићу заузеле су револуционарне филипинске снаге, уз помоћ кубанско-филипинског адмирала Висентеа Каталана.
Американци су заузели шпанску базу 1899. током филипинско-америчког рата и контролисали залив до 1991. Током овог периода, поморски објекти су увелико изграђени и проширени, укључујући нову поморску ваздушну станицу која је изграђена раних 1950-их тако што је одсечена горња половина планине и померање тла да би се повратио део залива Субик. 1979. године, подручје под америчком контролом смањено је са 24.000 хектара на 6.300 хектара када су Филипини преузели суверену власт над базом.
Након ерупције планине Пинатубо 1991. године, Американци су затворили базу, а подручје је претворено у зону слободне луке Залив Субик.
2012. године дошло је до контроверзе када је уговорна бродарска фирма оптужена за бацање токсичног отпада у залив Субиц. МТ Glenn Guardian, једно од пловила у власништву малезијске фирме, прикупило је 189.500 литара кућног отпада и око 760 литара каљужне воде са USS Emory S. Land, брод америчке морнарице. Пошто је малезијску фирму уговорила америчка морнарица, иако уз филипинско одобрење, инцидент је подстакао антиамеричка осећања на Филипинима једне милитантне групе.

## Парк природе Памулаклакин
Парк природе Памулаклакин је резерват Биниктикана. Део од 11.000 хектара шуме налази се у заливу Субик. Метрополитанска управа залива Субик створила је парк како би допунила приходе домородачког народа. Термин "Памулаклакин" потиче од речи за биљну лозу на матерњем Амбала језику.

## Олупине залива Субик
Већина олупина у заливу Субик је резултат или Шпанско-америчког рата 1898. или Другог светског рата, када су амерички авиони потопили велики број јапанских бродова.
- El Capitan (бивши USS Majaba) је био теретњак од скоро 3.000 тона, дугачак нешто испод 130 метара. 1946. потонула је у заливу Субик где почива на косом дну.
- Паклени брод Oryoku Maru: 15. децембра 1944. имала је 1.619 америчких, британских и чешких ратних заробљеника када је потопљена под тешким бомбардовањем америчких ловаца док је била на путу од залива Субик ка Јапану. Била је мање од пола километра од пристаништа Алава када је нападнута. Око 300 затвореника је погинуло током кратког путовања из Маниле и током напада.
- Seian Maru: Током ваздушног напада на залив Субик, теретњак Seian Maru тежак 3.712 тона је бомбардован и потопљен. То је било само четири дана након потонућа Oryoku Maru 19. децембра 1944.
- Десантни брод, тенк ЛСТ-559:[7] Потопљен је усред залива Субик између јужног врха писте и острва Гранде.
- Стари USS New York, који је преименован у USS Rochester 1917. На почетку јапанске инвазије на Филипине, овај брод је служио као плутајућа радионица и складиште. Оклопни труп распуштене крстарице сматран је превише вредним да би се дозволило јапанским снагама да га заузму, па су америчке снаге потопиле брод у децембру 1941.
- San Quentin: Током шпанско-америчког рата 1898. године, Шпанци су потопили свој San Quentin (који се данас често назива San Quentin) у нади да ће блокирати пролаз између острва Гранде и острва Чикита близу ушћа у залив Субик.
- USS Lanikai, јахта на дизел мотор са шкунама која је служила у америчкој морнарици током Првог и Другог светског рата пре него што је пребачена у Краљевску морнарицу Аустралије.[8]
- Јапански помоћни миноловац Banshu Maru бр. 52[9]
- Јапански ловац на подморнице Kyo Maru бр. 11[9][10]
- Неидентификовани јапански патролни чамац: иако неки извори идентификују ову олупину као јапанску преуређену топовњачу Aso Maru,[9] јапански и амерички поморски извори указују да је Aso Maru торпедована и потопљена 9. маја 1943. од стране америчке подморнице USS Gar код острва Негрос. с југозападне обале.
- USS Frank E. Evans је повучен из употребе у заливу Субик и избачен из регистра поморских пловила 1. јула 1969. након судара са ХМАС Мелбурном. Крмени део је потопљен као мета у заливу Субик 10. октобра 1969.